# 畑中蓼坡
畑中 蓼坡（はたなか りょうは、1877年5月21日 - 1959年3月1日）は、日本の演出家、俳優、映画監督である。本名は畠中 作吉（はたなか さくきち）である。

## 人物・来歴
1877年（明治10年）5月21日、高知県高知市に畠中作吉として生まれる。
1904年（明治37年）、27歳のときにアメリカ合衆国に渡り、ニューヨーク市のアルピニー俳優学校に入学、その後、アマチュア劇団に参加、在米日本人を観客とした演劇活動を行っていた。
滞米15年ののち、42歳になる1919年（大正8年）に帰国、新劇の劇団「芸術座」に入団するが、同年1月5日の松井須磨子の自殺により同劇団はまもなく解散、中外社社主で『中外』誌主幹内藤民治の資金的援助を受け、劇団「新劇協会」を旗揚げする。アントン・チェーホフの『叔父ワーニャ』を日本初演し、演出家・俳優として活躍する。同年、上山草人の推薦で「近代劇協会」から伊沢蘭奢が新劇協会に移籍している。1920年（大正9年）2月、民衆座の水谷八重子主演、石井漠振付による『青い鳥』を演出する。
1921年（大正10年）には、映画の演出に進出、東京府南豊島郡淀橋町大字角筈字十二社（現在の東京都新宿区西新宿、京王プラザホテル近辺）にあった国際活映角筈撮影所で、小島孤舟原作『寒椿』を井上正夫、水谷八重子主演に撮り、43歳で映画監督としてデビューした。同作は同年4月24日に公開されて好評を博し、「無声映画の傑作の一つ」と呼ばれた。3年後の1924年（大正13年）、芹川有吾の父・芹川政一の東京シネマ商会が製作し、アイダ・トレッドウェル・サーストンの小説『少年僧正』を原作に、新劇協会としての唯一のサイレント映画『街の子』を、夏川静江を主演に抜擢して監督した。1928年（昭和3年）6月8日、伊沢蘭奢が急死、畑中は新劇協会を解散、畑中は前年に新劇協会入りした清水将夫とともに新国劇に参加した。
舞台俳優としては、正宗白鳥の『光秀と紹巴』での明智光秀役は畑中の当たり役とされる。4本の映画をサイレント映画を監督し、第二次世界大戦後、高齢となってからも、1954年（昭和29年）の77歳から、亡くなる2年前の1957年（昭和32年）の80歳のころまで、日活映画に11本出演した。
1959年（昭和34年）3月1日、死去する。満81歳没。1957年11月12日、古川卓巳監督の『九人の死刑囚』が遺作となった。

## フィルモグラフィ

### 監督
- 『寒椿』、国際活映角筈撮影所、1921年4月24日
- 『街の子』、東京シネマ商会、1924年
- 『中山安兵衛』、助監督マキノ正唯、マキノ・プロダクション御室撮影所、1925年9月18日
- 『ノンキナトウサン 花見の巻』、原作麻生豊、脚色金子洋文、聯合映画芸術家協会、1925年9月18日

### 出演
- 『あゝ玉杯に花うけて』、監督小沢得二、東京シネマ商会、1929年4月10日 - 黙々先生役
- 『国定忠治』、監督滝沢英輔、日活、1954年6月27日 - 忠治の父親・五右衛門役
- 『沓掛時次郎』、監督佐伯清、日活、1954年7月27日 - 住職役
- 『地獄の剣豪 平手造酒』、監督滝沢英輔、日活、1954年10月19日 - 医者道庵役
- 『ソ満国境2号作戦 消えた中隊』、監督三村明、日活、1955年1月14日 - 張役
- 『沙羅の花の峠』、監督山村聰、日活、1955年10月11日 - 幸助役
- 『母なき子』、監督堀池清、日活、1955年12月4日 - 盛平役
- 『ただひとりの人』、監督吉村廉、日活、1956年1月3日 - 小田切七蔵役
- 『真昼の暗黒』、監督今井正、現代ぷろだくしょん、1956年3月27日 - 青木の老爺役
- 『乳母車』、監督田坂具隆、日活、1956年11月14日 - 老人役
- 『沖縄の民』、監督古川卓巳、日活、1956年11月21日 - 墓地の老人役
- 『永遠に答えず』、監督西河克己、日活、1957年6月11日 - 宏の父役
- 『九人の死刑囚』、監督古川卓巳、日活、1957年11月12日 - 村岡章吉役、遺作

## 註
1. 1 2 3 4 5 6 7 8  『芸能人物事典 明治大正昭和』（日外アソシエーツ、1998年11月）の畑中蓼坡の項の記述を参照。